# Furies porno
Pour plus de détails, voir Fiche technique et Distribution.
Furies porno (The Private Afternoons of Pamela Mann) est un film américain écrit et réalisé par Radley Metzger, sorti en 1974.

## Fiche technique
- Titre français : Furies porno ou Furies ou Les Après-midi de Pamela Mann[1]
- Titre original américain : The Private Afternoons of Pamela Mann (litt. « Les après-midis privés de Pamela Mann »)
- Réalisation : Radley Metzger
- Scénario : Radley Metzger
- Producteur : Ava Leighton
- Montage : Doris Toumarkine
- Musique : Robert Rochester
- Société de production :
- Société de distribution : VCA Pictures, Hudson Valley Films
- Pays d'origine :  États-Unis
- Langue d'origine : anglais américain
- Genre : Érotique
- Format : Couleurs
- Durée : 83 minutes (1 h 23)
- Date de sortie : 
  - États-Unis : 26 décembre 1974
  - France : 17 septembre 1975[1]

## Distribution
- Barbara Bourbon : Pamela Mann
- Alan Marlow : le mari
- Darby Lloyd Rains
- Georgina Spelvin
- Jamie Gillis
- Eric Edwards
- Marc Stevens
- Sonny Landham